# 九条文子
九条 文子（くじょう ふみこ、旧字体：九條 文󠄁子）は、公爵九条道秀の妻。

## 生涯
佐土原島津家の島津忠麿の次女として明治34年（1901年）に生まれる。女子学習院を卒業。
九条道秀と結婚し、一男二女を儲けた。昭和17年（1941年）に死去した。

## 系譜
- 夫：九条道秀
  - 長女：九条賢子[1]
  - 二女：古谷淳子[1] - 古谷元佑室
  - 長男：九条道弘[1]